# Dionysius Sebwe
Dionysius ("Dion") Sebwe (Monrovia, 7 maart 1969) is een voormalig Liberiaans voetballer, die speelde als verdediger. Hij beëindigde zijn loopbaan in 2002 bij de Amerikaanse club Minnesota Thunder en speelde in totaal vijftien interlands (één goal) voor zijn vaderland Liberia.